# Heteroonops spinimanus
Heteroonops spinimanus là một loài nhện trong họ Oonopidae.
Loài này thuộc chi Heteroonops. Heteroonops spinimanus được Eugène Simon miêu tả năm 1891.